# Jérôme Bonnissel
Jérôme Bonnissel (ur. 16 kwietnia 1973 w Montpellier) – piłkarz francuski grający na pozycji lewego obrońcy.

## Kariera klubowa
Karierę piłkarską Bonnissel rozpoczął w klubie Montpellier HSC. W 1992 roku awansował do kadry pierwszego zespołu Montpellier. 17 stycznia 1993 zadebiutował w jego barwach w Ligue 1 w zremisowanym 0:0 wyjazdowym meczu z Lille OSC. W 1994 roku wystąpił z Montpellier w przegranym 0:3 finale Pucharu Francji z AJ Auxerre. W Montpellier grał do końca sezonu 1995/1996.
Latem 1996 Bonnissel przeszedł z Montpellier do hiszpańskiego klubu Deportivo La Coruña. 30 sierpnia 1996 zadebiutował w Primera División w zremisowanym 1:1 domowym meczu z Realem Madryt. W zespole Deportivo grał przez trzy sezony. W 1999 roku wrócił do Francji i został zawodnikiem Girondins Bordeaux. W Bordeaux występował przez 3,5 roku.
W 2003 roku Bonnissel został piłkarzem szkockiego Rangers, z którym wiosną zdobył Puchar Ligi Szkockiej, a także wywalczył mistrzostwo Szkocji. Latem tamtego roku odszedł do angielskiego Fulham. 16 sierpnia 2003 zanotował swój debiut w Premier League – w meczu z Middlesbrough (3:2). Zawodnikiem Fulham był do 2005 roku.
Na początku 2006 roku Bonnissel podpisał kontrakt z Olympique Marsylia. Zadebiutował w nim 11 stycznia 2006 w przegranym 1:2 meczu z Olympique Lyon. Po rozegraniu 5 meczów w Ligue 1 w sezonie 2005/2006 zakończył karierę.
| Sezon   | Klub                | Kraj      | Rozgrywki        | Mecze | Bramki |
| ------- | ------------------- | --------- | ---------------- | ----- | ------ |
| 1992/93 | Montpellier HSC     | Francja   | Ligue 1          | 18    | 0      |
| 1993/94 | Montpellier HSC     | Francja   | Ligue 1          | 32    | 1      |
| 1994/95 | Montpellier HSC     | Francja   | Ligue 1          | 37    | 0      |
| 1995/96 | Montpellier HSC     | Francja   | Ligue 1          | 32    | 0      |
| 1996/97 | Deportivo La Coruña | Hiszpania | Primera División | 20    | 0      |
| 1997/98 | Deportivo La Coruña | Hiszpania | Primera División | 27    | 0      |
| 1998/99 | Deportivo La Coruña | Hiszpania | Primera División | 16    | 0      |
| 1999/00 | Girondins Bordeaux  | Francja   | Ligue 1          | 26    | 0      |
| 2000/01 | Girondins Bordeaux  | Francja   | Ligue 1          | 31    | 0      |
| 2001/02 | Girondins Bordeaux  | Francja   | Ligue 1          | 13    | 0      |
| 2002/03 | Girondins Bordeaux  | Francja   | Ligue 1          | 12    | 0      |
| 2002/03 | Rangers             | Szkocja   | Premier League   | 3     | 0      |
| 2003/04 | Fulham              | Anglia    | Premier League   | 16    | 0      |
| 2004/05 | Fulham              | Anglia    | Premier League   | 0     | 0      |
| 2005/06 | Olympique Marsylia  | Francja   | Ligue 1          | 5     | 0      |

## Kariera reprezentacyjna
W 1996 roku Bonnissel został powołany przez Raymonda Domenecha do kadry Francji na Igrzyska Olimpijskie w Atlancie. Z Francją doszedł do ćwierćfinału.